# Baldo degli Ubaldi

Baldo degli Ubaldi is een metrostation in het stadsdeel municipio XIII van de Italiaanse hoofdstad Rome dat werd geopend op 1 januari 2000 aan lijn A van de metro van Rome. 

## Ligging en inrichting
Het station is genoemd naar de jurist Baldus de Ubaldis (1327-1400) en ligt onder het kruispunt van de gelijknamige straat met de Via Bonaventura Cerretti. De toegangen zijn te vinden bij verschillende zijstraten van de Via Baldo degli Ubaldi, rolstoelgebruikers kunnen terecht bij de lift tussen Via Bonaventura Cerretti en de Via Prospero  Farinacci. Ondergronds is er sprake van een dubbelgewelfdstation met een groot aantal dwarsverbindingen tussen de perrons waardoor het de indruk maakt van een eilandperron. De verdeelhal is met liften en trappen verbonden met het perron. De wanden zijn afgewerkt met witte, rode en grijze tegels terwijl de tunnelwand in de lijnkleur oranje is geschilderd. Richting het centrum daalt het spoor af tot onder het spoor richting het westen en daar liggen de sporen boven elkaar. In westelijke richting lopen de twee geboorde tunnels naast elkaar, deze buigen bij de Via Aurelia af naar het noorden richting Cornelia.